# Gli amici di Siracusa
Gli amici di Siracusa è un'opera di Saverio Mercadante su libretto di Jacopo Ferretti. Fu rappresentata per la prima volta al Teatro Argentina di Roma il 7 febbraio 1824.
Gli interpreti della prima rappresentazione furono:
| Personaggio | Interprete         |
| ----------- | ------------------ |
| Folco       | Domenico Patriossi |
| Irene       | Luigia Boccabadati |
| Argiro      | Rosmunda Pisaroni  |
| Udolfo      | Domenico Donzelli  |
| Argene      | Rosalinda Ferri    |

Primo violino e direttore d'orchestra era Gaspare Stabilini. La scenografia era di Antonio Lorenzoni.

## Trama
La scena è a Siracusa e dintorni, nel XIV secolo.
Tancredi e Argiro, valorosi guerrieri siracusani, sono in contrasto tra loro per ottenere l'amore di Irene, bellissima prigioniera agrigentina, ma lei ha scelto Argiro. Durante una lotta, Argiro uccide Tancredi.
Argene, figlia di Tancredi e amante di Folco, chiede e ottiene che Argiro venga messo a morte. In ricompensa dei suoi successi militari, Argiro ottiene una dilazione di poche ore per recarsi a salutare la madre morente, ma per garantire il suo ritorno deve lasciare un ostaggio che morirà per lui se non tornerà. Si offre Udolfo, figlio di Folco e grande amico di Argiro.
Il ritorno di Argiro viene ritardato dagli sgherri di Argene che cercano invano di ucciderlo. Argene non può rientrare in città poiché il ponte che la protegge è già chiuso. Per impedire che muoia l'amico riesce comunque a rientrare arrampicandosi sulle mura. Tra lui e Udolfo si crea una gara di coraggio per decidere chi debba morire, ma Argene, colpita dalla loro generosità, perdona Argiro che può così unirsi ad Irene.

## Struttura musicale
- Sinfonia

### Atto I
- N. 1 - Introduzione e Cavatina di Udolfo Suon di vittoria è questo - Là nel Campo fra i perigli (Coro, Folco, Argene, Tancredi)
- N. 2 - Cavatina di Argiro Torno a te, mio solo amore
- N. 3 - Duetto fra Udolfo ed Argiro Parlerò, ma giura in pria
- N. 4 - Coro e Terzetto fra Argiro, Irene ed Udolfo Tace la tromba altera - Ma perché rendi amore (Argiro, Irene, Tancredi, Udolfo, Coro)
- N. 5 - Finale I Feroce, ed altero (Coro, Folco, Argene, Irene, Udolfo, Argiro)

### Atto II
- N. 6 - Coro ed Aria di Irene In silenzio: tutto è muto - Ah se in petto avete un'alma (Irene, Coro)
- N. 7 - Duetto fra Irene ed Udolfo E potrai così lasciarlo? (Irene, Udolfo, Coro)
- N. 8 - Aria di Argiro Se il tenero amico (Argiro, Coro)
- N. 9 - Coro ed Aria di Udolfo Udolfo misero! - Ah voi che piangenti (Udolfo, Coro)
- N. 10 - Finale II Della Madre i lunghi amplessi (Argiro, Udolfo, Argene, Folco, Irene, Coro)